# Geoffrey Wilkinson
Geoffrey Wilkinson (ur. 14 lipca 1921 w Springside; zm. 26 września 1996 w Londynie) – brytyjski chemik.
Prowadził prace dotyczące związków metaloorganicznych, zwłaszcza nowych syntez związków sandwiczowych, nie tylko z żelazem, ale i z innymi metalami przejściowymi. W 1973 otrzymał Nagrodę Nobla (wspólnie z Ernstem Otto Fischerem).